# Johann von Staupitz

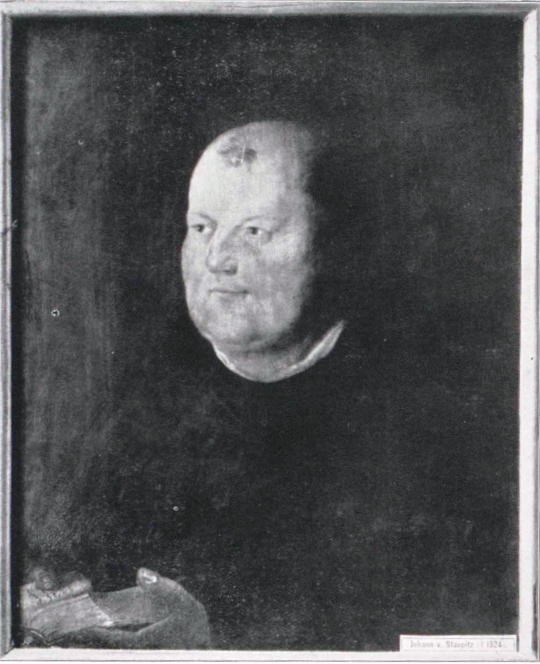
Johann von Staupitz

Johann von Staupitz OESA/OSB (* um 1465 in Motterwitz; † 28. Dezember 1524 in Salzburg) war ein katholischer, reformorientierter Theologe, der vor allem als Förderer und Beichtvater des jungen Martin Luther bekannt ist.

## Leben

### Familie und Ausbildung

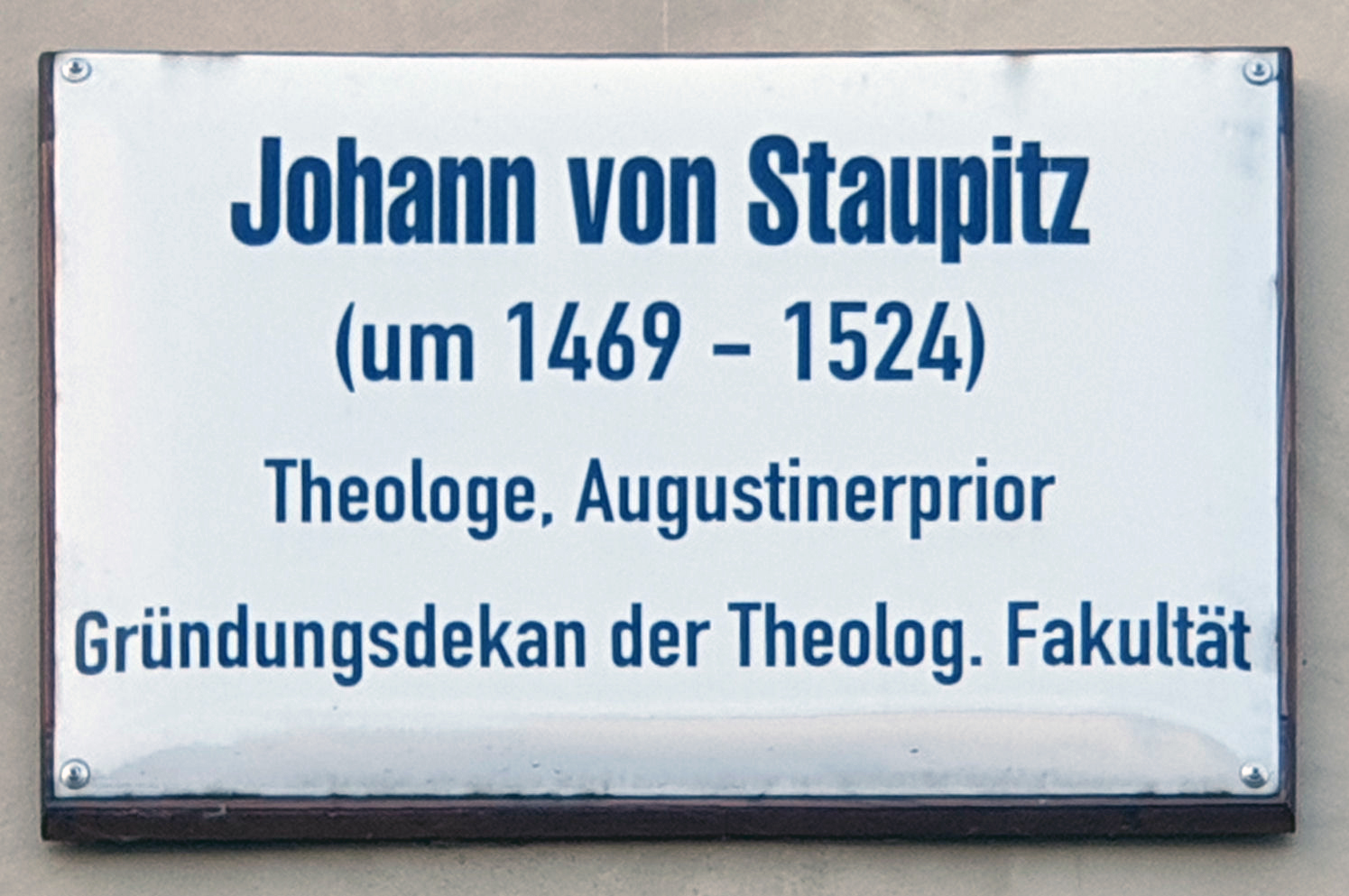
Gedenktafel am Haus, Collegienstraße 54, in Wittenberg

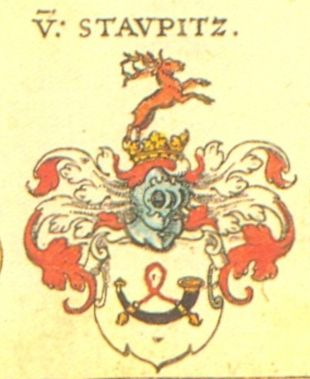
Wappen der Familie von Staupitz

Staupitz stammte aus dem sächsischen Adelsgeschlecht von Staupitz. Seine Schwester Magdalena von Staupitz gehörte zusammen mit Katharina von Bora zu den neun Nonnen, die 1523 im Zuge der Reformation aus dem Kloster Nimbschen flohen; sie wurde in Grimma auf dem Rittergut Motterwitz geboren. Johann von Staupitz gab seinem Bruder Günther das Gut Dabrun als Lehen. Die Mutter der beiden Brüder zog mit nach Dabrun. Im Jahre 1483 immatrikulierte er sich an der Universität Köln, erwarb 1484 den Grad des Baccalaureus und wechselte für ein Jahr an die Universität Leipzig. Nach der Promotion zum Magister artium in Köln (1489) kehrte er in seine Heimat zurück.
Er trat 1490 in München in den Orden der Augustiner-Eremiten ein und wurde 1497 Prior des Tübinger Augustinerklosters. Er immatrikulierte  sich am 30. Mai 1497 an der Universität Tübingen, wo er 1498 als baccalaureus biblicus die vorgeschriebene Vorlesetätigkeit aufnahm und als Kollege des Reformtheologen Reinhard Gaißer genannt wird, der 1514 als intellektueller Kopf des Armen Konrads von sich reden machte.
Am 7. Juli 1500 wurde er zum Doctor theologiae promoviert. 1502 berief ihn Kurfürst Friedrich III. nach Wittenberg als Gründungsprofessor zum Aufbau der dort entstehenden Universität. Dafür warb er auch Tübinger Professoren wie den späteren württembergischen Kanzler Ambrosius Volland an. 1502 bis 1512 war Staupitz Professor und erster Dekan der theologischen Fakultät an der neuen Universität in Wittenberg. 1503 wurde Staupitz zum Prior des Augustinerkonvents in München gewählt und wurde am 7. Mai 1503 in Eschwege Generalvikar der deutschen Observanten-Kongregation des Augustinerordens, ein Amt, das er bis zum 29. August 1520 innehatte. Er übernahm diese Funktion von dem im gleichen Jahr verstorbenen Andreas Proles.

### Erste Begegnung mit Martin Luther (1506)
Am 3. April 1506 kam es zur ersten Begegnung zwischen Luther und Staupitz, während einer Visitationsreise, im Augustinerkloster zu Erfurt. Nach Luthers Eintritt in den Augustinerorden war es vor allem Staupitz der ihn mit der spätmittelalterlichen Mystik bekannt machte und ihn in seiner weiteren Entwicklung entscheidend prägte. 1512 machte er Martin Luther zu seinem Nachfolger in den Bibelwissenschaften an der Universität in Wittenberg. Staupitz war Luthers Beichtvater und befreite ihn 1518 von der Gehorsamspflicht gegenüber dem Augustinerorden. 1518 ermutigte Staupitz Luther, als er vor Kardinal Cajetan am Reichstag in Augsburg erscheinen sollte. Staupitz hielt die Kluft der Glaubensrichtungen für überbrückbar und blieb ein Freund Martin Luthers, den er am 14. September 1518 bat, „Wittenberg zu verlassen und zu ihm zu kommen um miteinander zu leben und zu sterben“. Anfang 1521 lehnte Staupitz einen Widerruf der Lehre Luthers mit dem Hinweis ab, dass diese Lehre nicht von diesem stamme. In seinem Brief vom 1. April 1524 tadelte Staupitz Luther gegenüber das Abtun vieler katholischer Übungen und das Verwerfen der Gelübde, stellt aber fest, dass er Luther viel zu verdanken habe und dass er wünsche, wenigstens noch eine Stunde mit Luther sprechen zu dürfen, um diesem „die Geheimnisse seines Herzens“ zu eröffnen. Seine zuerst im Stift St. Peter in Salzburg aufbewahrte Korrespondenz mit Martin Luther wurde im 17. Jahrhundert verbrannt.

### Generalvikar der deutschen Observanten-Kongregation des Augustinerordens (1503–1520)
Von 1503 bis 1520 war Staupitz Generalvikar der deutschen Observanten-Kongregation des Augustinerordens. Seine Reformbemühungen stießen auf Widerstand innerhalb des Ordens und auch seitens des Papstes, sodass sich Staupitz 1512 den praktischen Aufgaben seines Vikariats zuwandte. Dabei widmete er sich der Seelsorge in Süddeutschland (München, Nürnberg, Salzburg) und führte 1513 Visitationsreisen nach Rom und bis in die Niederlande durch. Schon gleich nach seiner Wahl zum Generalvikar setzte er sich 1503 für die Errichtung des Augustiner-Eremitenklosters in Sternberg ein. Nach der Belegung des Klosters 1514 durch den Schweriner Bischof Peter Wolkow mit dem Kirchenbann setzte er sich mit päpstlicher Unterstützung erfolgreich für dessen Aufhebung ein.

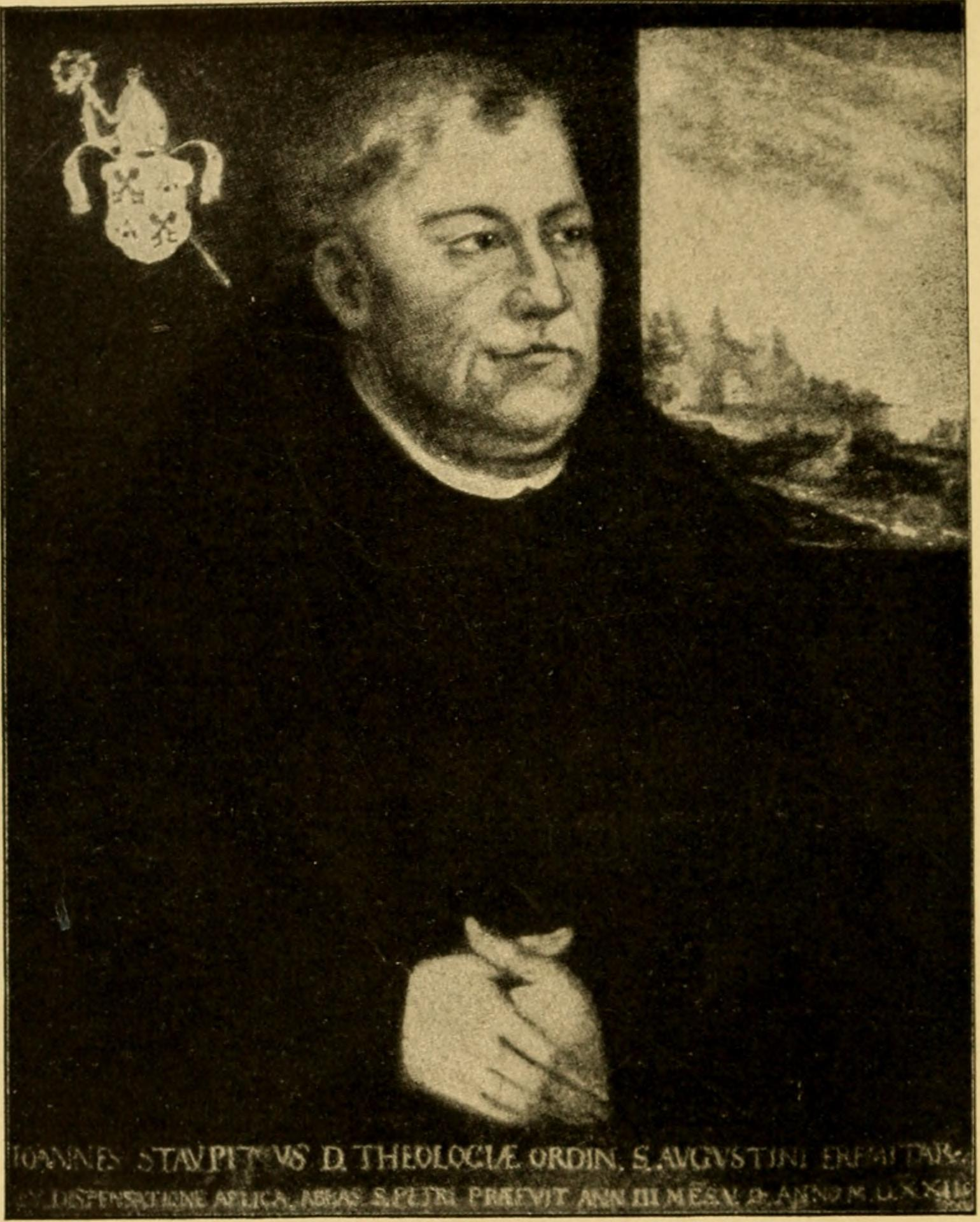
Staupitz als Abt Johann IV. des Benediktinerstiftes St. Peter zu Salzburg

### Salzburger Zeit (1520–1524)
1520 war er Domprediger in Salzburg, wurde jedoch im Jahr darauf des Amtes enthoben, weil er die Erwartungen nicht erfüllte. Mit päpstlicher Genehmigung wechselte er in den Benediktinerorden und wurde am 22. August 1522 zum Abt von St. Peter in Salzburg gewählt, wo er am 28. Dezember 1524 starb. In der dortigen Marienkapelle wurde er bestattet; seine Grabplatte ist erhalten.

## Werke
Staupitz verfasste zahlreiche Schriften, die stark von der mittelalterlichen Mystik beeinflusst sind:
- Decisio questionis de audientia misse in parochiali ecclesia dominicis et festivis diebus. Tübingen 1500.
- Von der Nachfolge des willigen Sterbens Christi. 1515.
- Libellus de executione aeternae praedestinationis. 1517.
- Von der Liebe Gottes. 1518.
- Von dem heiligen rechten christlichen Glauben. 1525.

## Rezeption
- Staupitz ist Namensgeber für die Sodalitas Staupitziana, die 1517 in Nürnberg als reformatorischer Gesprächskreis errichtet wurde.
- Straßennamen: In Salzburg, Döbeln und Thümmlitzwalde wurde je eine Straße nach ihm benannt.
- Denkmal: Eine Gedenktafel befindet sich am Wittenberger Lutherhaus.
- Gedenktag: 8. November im Kalender der Lutherischen Kirche - Missouri-Synode.